# Světový pohár v rychlobruslení
Světový pohár v rychlobruslení je série mezinárodních rychlobruslařských závodů organizovaných Mezinárodní bruslařskou unií (ISU) každoročně od sezóny 1985/1986. Každou zimu (obvykle od listopadu do března) se na vybraných oválech pořádají závody na jednotlivých tratích a podle umístění jsou závodníkům přidělovány body. Jejich součet na konci sezóny pak rozhoduje o vítězích Světového poháru na jednotlivých tratích.
Počet závodů na jednotlivých tratích není stálý, zpravidla se pohybuje v rozmezí od pěti do deseti. Muži i ženy startují od sezóny 2015/2016 v pěti individuálních (500 m, 1000 m, 1500 m, dlouhé tratě (muži: 5000 m / 10 000 m, ženy: 3000 m / 5000 m), závod s hromadným startem) a dvou týmových disciplínách (týmový sprint, stíhací závod družstev). Mezi lety 2003–2009 byly pořádány také závody na 100 m. V sezónách 2011/2012 až 2017/2018 byl udělován Grand World Cup pro celkového vítěze a celkovou vítězku Světového poháru napříč všemi individuálními závody.
Pro závodníky mladší 19 let pořádá ISU od sezóny 2008/2009 Světový pohár juniorů. Od sezóny 2016/2017 je pořádán rovněž Světový pohár pro závodníky do 23 let (neo-seniory).

## Vítězové Grand World Cupu
Zde jsou uvedeni rychlobruslaři, kteří zvítězili v celkové klasifikaci jednotlivých sezóny Světového poháru napříč všemi individuálními disciplínami. Grand World Cup byl udílen v sezónách 2011/2012 až 2017/2018.
| Sezóna    | Muži                        | Ženy                  |
| --------- | --------------------------- | --------------------- |
| 2011/2012 | Kjeld Nuis                  | Christine Nesbittová  |
| 2012/2013 | Jorrit Bergsma              | Ireen Wüstová         |
| 2013/2014 | Shani Davis                 | Heather Richardsonová |
| 2014/2015 | Pavel Kuližnikov            | Heather Richardsonová |
| 2015/2016 | Kjeld Nuis                  | Brittany Boweová      |
| 2016/2017 | Kjeld Nuis                  | Heather Bergsmaová    |
| 2017/2018 | Håvard Holmefjord Lorentzen | Miho Takagiová        |

## Vítězové v individuálních závodech
| Sezóna    | 100 metrů                   | 500 metrů          | 1000 metrů                    | 1500 metrů         | 5000/10 000 metrů | Hromadný start |
| --------- | --------------------------- | ------------------ | ----------------------------- | ------------------ | ----------------- | -------------- |
| 1985/1986 |                             | Dan Jansen         | Dan Jansen                    | Michael Hadschieff | Dave Silk         |                |
| 1986/1987 | Nick Thometz                | Nick Thometz       | Hans Magnusson                | Geir Karlstad      |                   |                |
| 1987/1988 | Dan Jansen                  | Uwe-Jens Mey       | André Hoffmann                | Tomas Gustafson    |                   |                |
| 1988/1989 | Uwe-Jens Mey                | Uwe-Jens Mey       | Michael Hadschieff Eric Flaim | Gerard Kemkers     |                   |                |
| 1989/1990 | Uwe-Jens Mey                | Uwe-Jens Mey       | Johann Olav Koss              | Bart Veldkamp      |                   |                |
| 1990/1991 | Uwe-Jens Mey                | Igor Železovskij   | Johann Olav Koss              | Johann Olav Koss   |                   |                |
| 1991/1992 | Dan Jansen                  | Igor Železovskij   | Falko Zandstra                | Geir Karlstad      |                   |                |
| 1992/1993 | Dan Jansen                  | Igor Železovskij   | Rintje Ritsma                 | Bart Veldkamp      |                   |                |
| 1993/1994 | Dan Jansen                  | Dan Jansen         | Falko Zandstra                | Johann Olav Koss   |                   |                |
| 1994/1995 | Hirojasu Šimizu             | Jukinori Mijabe    | Neal Marshall                 | Rintje Ritsma      |                   |                |
| 1995/1996 | Manabu Horii                | Ådne Søndrål       | Hirojuki Noake                | Rintje Ritsma      |                   |                |
| 1996/1997 | Hirojasu Šimizu             | Manabu Horii       | Rintje Ritsma                 | Rintje Ritsma      |                   |                |
| 1997/1998 | Jeremy Wotherspoon          | Jeremy Wotherspoon | Ids Postma                    | Gianni Romme       |                   |                |
| 1998/1999 | Jeremy Wotherspoon          | Jeremy Wotherspoon | Ådne Søndrål                  | Bart Veldkamp      |                   |                |
| 1999/2000 | Jeremy Wotherspoon          | Jeremy Wotherspoon | Ådne Søndrål                  | Gianni Romme       |                   |                |
| 2000/2001 | Hirojasu Šimizu             | Jeremy Wotherspoon | Alexandr Kibalko              | Gianni Romme       |                   |                |
| 2001/2002 | Jeremy Wotherspoon          | Jeremy Wotherspoon | Ådne Søndrål                  | Gianni Romme       |                   |                |
| 2002/2003 | Jeremy Wotherspoon          | Erben Wennemars    | Jevgenij Lalenkov             | Carl Verheijen     |                   |                |
| 2003/2004 | Jü Feng-tchung              | Jeremy Wotherspoon | Erben Wennemars               | Mark Tuitert       | Bob de Jong       |                |
| 2004/2005 | Jü Feng-tchung              | Jeremy Wotherspoon | Erben Wennemars               | Mark Tuitert       | Øystein Grødum    |                |
| 2005/2006 | Júja Oikawa                 | I Kang-sok         | Shani Davis                   | Chad Hedrick       | Chad Hedrick      |                |
| 2006/2007 | Júja Oikawa                 | Tucker Fredricks   | Erben Wennemars               | Erben Wennemars    | Sven Kramer       |                |
| 2007/2008 | I Kang-sok                  | Jeremy Wotherspoon | Shani Davis                   | Shani Davis        | Håvard Bøkko      |                |
| 2008/2009 | Júja Oikawa                 | Jü Feng-tchung     | Shani Davis                   | Shani Davis        | Sven Kramer       |                |
| 2009/2010 |                             | Tucker Fredricks   | Shani Davis                   | Shani Davis        | Håvard Bøkko      |                |
| 2010/2011 | I Kang-sok                  | Stefan Groothuis   | Shani Davis                   | Bob de Jong        |                   |                |
| 2011/2012 | Mo Tche-pom                 | Shani Davis        | Håvard Bøkko                  | Bob de Jong        | Alexis Contin     |                |
| 2012/2013 | Jan Smeekens                | Kjeld Nuis         | Zbigniew Bródka               | Jorrit Bergsma     | Arjan Stroetinga  |                |
| 2013/2014 | Ronald Mulder               | Shani Davis        | Koen Verweij                  | Jorrit Bergsma     | Bob de Vries      |                |
| 2014/2015 | Pavel Kuližnikov            | Pavel Kuližnikov   | Denny Morrison                | Jorrit Bergsma     | I Sung-hun        |                |
| 2015/2016 | Pavel Kuližnikov            | Kjeld Nuis         | Denis Juskov                  | Sven Kramer        | Arjan Stroetinga  |                |
| 2016/2017 | Dai Dai N'tab               | Kjeld Nuis         | Kjeld Nuis                    | Jorrit Bergsma     | I Sung-hun        |                |
| 2017/2018 | Håvard Holmefjord Lorentzen | Kjeld Nuis         | Denis Juskov                  | Ted-Jan Bloemen    | Bart Swings       |                |
| 2018/2019 | Pavel Kuližnikov            | Kjeld Nuis         | Denis Juskov                  | Alexandr Rumjancev | Om Čchon-ho       |                |
| 2019/2020 | Tacuja Šinhama              | Thomas Krol        | Kjeld Nuis                    | Patrick Roest      | Bart Swings       |                |
| 2020/2021 | Dai Dai N'tab               | Kai Verbij         | Thomas Krol                   | Patrick Roest      | Bart Swings       |                |
| 2021/2022 | Laurent Dubreuil            | Thomas Krol        | Joey Mantia                   | Nils van der Poel  | Bart Swings       |                |

| Sezóna    | 100 metrů                                  | 500 metrů                       | 1000 metrů                     | 1500 metrů                     | 3000/5000 metrů          | Hromadný start |
| --------- | ------------------------------------------ | ------------------------------- | ------------------------------ | ------------------------------ | ------------------------ | -------------- |
| 1985/1986 |                                            | Christa Rothenburgerová         | Karin Kaniaová                 | Annette Carlénová-Karlssonová  | Andrea Schöneová         |                |
| 1986/1987 | Bonnie Blairová                            | Bonnie Blairová                 | Yvonne van Gennipová           | Yvonne van Gennipová           |                          |                |
| 1987/1988 | Christa Rothenburgerová                    | Christa Rothenburgerová         | Bonnie Blairová                | Gabi Zangeová                  |                          |                |
| 1988/1989 | Christa Ludingová                          | Angela Haucková-Stahnkeová      | Constanze Moserová-Scandolová  | Heike Schallingová             |                          |                |
| 1989/1990 | Bonnie Blairová Angela Haucková-Stahnkeová | Angela Haucková-Stahnkeová      | Jacqueline Börnerová           | Gunda Kleemannová              |                          |                |
| 1990/1991 | Kjóko Šimazakiová                          | Monique Garbrechtová            | Gunda Kleemannová              | Heike Warnickeová              |                          |                |
| 1991/1992 | Bonnie Blairová                            | Bonnie Blairová                 | Gunda Niemannová               | Gunda Niemannová               |                          |                |
| 1992/1993 | Jie Čchiao-po                              | Bonnie Blairová                 | Gunda Niemannová               | Gunda Niemannová               |                          |                |
| 1993/1994 | Bonnie Blairová                            | Bonnie Blairová                 | Emese Hunyadyová               | Gunda Niemannová               |                          |                |
| 1994/1995 | Bonnie Blairová                            | Bonnie Blairová                 | Gunda Niemannová               | Gunda Niemannová               |                          |                |
| 1995/1996 | Světlana Žurovová                          | Chris Wittyová                  | Gunda Niemannová               | Gunda Niemannová               |                          |                |
| 1996/1997 | Süe Žuej-chung                             | Franziska Schenková             | Gunda Niemannová               | Tonny de Jongová               |                          |                |
| 1997/1998 | Catriona LeMayová-Doanová                  | Catriona LeMayová-Doanová       | Gunda Niemannová-Stirnemannová | Gunda Niemannová-Stirnemannová |                          |                |
| 1998/1999 | Catriona LeMayová-Doanová                  | Monique Garbrechtová-Enfeldtová | Gunda Niemannová-Stirnemannová | Gunda Niemannová-Stirnemannová |                          |                |
| 1999/2000 | Monique Garbrechtová-Enfeldtová            | Monique Garbrechtová-Enfeldtová | Gunda Niemannová-Stirnemannová | Gunda Niemannová-Stirnemannová |                          |                |
| 2000/2001 | Catriona LeMayová-Doanová                  | Monique Garbrechtová-Enfeldtová | Anni Friesingerová             | Gunda Niemannová-Stirnemannová |                          |                |
| 2001/2002 | Catriona LeMayová-Doanová                  | Sabine Völkerová                | Anni Friesingerová             | Anni Friesingerová             |                          |                |
| 2002/2003 | Monique Garbrechtová-Enfeldtová            | Monique Garbrechtová-Enfeldtová | Cindy Klassenová               | Claudia Pechsteinová           |                          |                |
| 2003/2004 | Šihomi Šinjaová                            | Wang Man-li                     | Jennifer Rodriguezová          | Anni Friesingerová             | Claudia Pechsteinová     |                |
| 2004/2005 | Sajuri Ósugaová                            | Wang Man-li                     | Chiara Simionatová             | Cindy Klassenová               | Claudia Pechsteinová     |                |
| 2005/2006 | Jenny Wolfová                              | Jenny Wolfová                   | Anni Friesingerová             | Cindy Klassenová               | Cindy Klassenová         |                |
| 2006/2007 | Jenny Wolfová                              | Jenny Wolfová                   | Chiara Simionatová             | Ireen Wüstová                  | Martina Sáblíková        |                |
| 2007/2008 | Jenny Wolfová                              | Jenny Wolfová                   | Anni Friesingerová             | Kristina Grovesová             | Martina Sáblíková        |                |
| 2008/2009 | Jenny Wolfová                              | Jenny Wolfová                   | Christine Nesbittová           | Kristina Grovesová             | Martina Sáblíková        |                |
| 2009/2010 |                                            | Jenny Wolfová                   | Christine Nesbittová           | Kristina Grovesová             | Martina Sáblíková        |                |
| 2010/2011 | Jenny Wolfová                              | Heather Richardsonová           | Christine Nesbittová           | Martina Sáblíková              |                          |                |
| 2011/2012 | Jü Ťing                                    | Christine Nesbittová            | Christine Nesbittová           | Martina Sáblíková              | Mariska Huismanová       |                |
| 2012/2013 | I Sang-hwa                                 | Heather Richardsonová           | Marrit Leenstraová             | Martina Sáblíková              | Kim Po-rum               |                |
| 2013/2014 | Olga Fatkulinová                           | Heather Richardsonová           | Ireen Wüstová                  | Martina Sáblíková              | Francesca Lollobrigidová |                |
| 2014/2015 | Nao Kodairaová                             | Brittany Boweová                | Marrit Leenstraová             | Martina Sáblíková              | Ivanie Blondinová        |                |
| 2015/2016 | Heather Richardsonová-Bergsmaová           | Brittany Boweová                | Brittany Boweová               | Martina Sáblíková              | Irene Schoutenová        |                |
| 2016/2017 | Nao Kodairaová                             | Heather Bergsmaová              | Heather Bergsmaová             | Martina Sáblíková              | Kim Po-rum               |                |
| 2017/2018 | Vanessa Herzogová                          | Jekatěrina Šichovová            | Miho Takagiová                 | Antoinette de Jongová          | Francesca Lollobrigidová |                |
| 2018/2019 | Vanessa Herzogová                          | Brittany Boweová                | Brittany Boweová               | Martina Sáblíková              | Kim Po-rum               |                |
| 2019/2020 | Nao Kodairaová                             | Brittany Boweová                | Ireen Wüstová                  | Martina Sáblíková              | Ivanie Blondinová        |                |
| 2020/2021 | Femke Koková                               | Brittany Boweová                | Brittany Boweová               | Irene Schoutenová              | Irene Schoutenová        |                |
| 2021/2022 | Erin Jacksonová                            | Brittany Boweová                | Miho Takagiová                 | Irene Schoutenová              | Francesca Lollobrigidová |                |

## Vítězové v týmových závodech
| Sezóna    | Muži          | Muži                   | Ženy          | Ženy                   |
| Sezóna    | Týmový sprint | Stíhací závod družstev | Týmový sprint | Stíhací závod družstev |
| --------- | ------------- | ---------------------- | ------------- | ---------------------- |
| 2004/2005 |               | Itálie                 |               | Japonsko               |
| 2005/2006 | Kanada        | Německo                |               |                        |
| 2006/2007 | Nizozemsko    | Nizozemsko             |               |                        |
| 2007/2008 | Nizozemsko    | Kanada                 |               |                        |
| 2008/2009 | Kanada        | Česko                  |               |                        |
| 2009/2010 | Norsko        | Kanada                 |               |                        |
| 2010/2011 | Norsko        | Nizozemsko             |               |                        |
| 2011/2012 | Nizozemsko    | Kanada                 |               |                        |
| 2012/2013 | Nizozemsko    | Nizozemsko             |               |                        |
| 2013/2014 | Nizozemsko    | Nizozemsko             |               |                        |
| 2014/2015 | Jižní Korea   | Nizozemsko             |               |                        |
| 2015/2016 | Nizozemsko    | Nizozemsko             | Čína          | Japonsko               |
| 2016/2017 | Kanada        | Nizozemsko             | Japonsko      | Japonsko               |
| 2017/2018 | Norsko        | Norsko                 | Rusko         | Japonsko               |
| 2018/2019 | Nizozemsko    | Norsko                 | Rusko         | Japonsko               |
| 2019/2020 | Nizozemsko    | Rusko                  | Nizozemsko    | Kanada                 |
| 2020/2021 |               | Norsko                 |               | Kanada                 |
| 2021/2022 | Čína          | USA                    | Polsko        | Kanada                 |

## Nejvíce vítězství v jednotlivých závodech
V tabulkách jsou uvedeni rychlobruslaři, kteří v individuálních závodech Světového poháru dosáhli nejméně 20 vítězství. Stav po sezóně 2019/2020.
| Pořadí | Jméno              | 100 m | 500 m | 1000 m | 1500 m | 3000 m | 5000 m | 10 000 m | HS | Celkem |
| ------ | ------------------ | ----- | ----- | ------ | ------ | ------ | ------ | -------- | -- | ------ |
| 1.     | Jeremy Wotherspoon | —     | 49    | 18     | —      | —      | —      | —        | —  | 67     |
| 2.     | Shani Davis        | —     | —     | 40     | 18     | —      | —      | —        | —  | 58     |
| 3.     | / Uwe-Jens Mey     | —     | 36    | 12     | —      | —      | —      | —        | —  | 48     |
| 4.     | Dan Jansen         | —     | 32    | 14     | —      | —      | —      | —        | —  | 46     |
| 5.     | Sven Kramer        | —     | —     | —      | 3      | —      | 34     | 5        | —  | 42     |
| 6.     | Pavel Kuližnikov   | —     | 24    | 12     | —      | —      | —      | —        | —  | 36     |
| 7.     | Hirojasu Šimizu    | 1     | 34    | —      | —      | —      | —      | —        | —  | 35     |
| 8.     | Ådne Søndrål       | —     | 1     | 11     | 18     | —      | —      | —        | —  | 30     |
| 8.     | / Igor Železovskij | —     | 4     | 24     | 2      | —      | —      | —        | —  | 30     |
| 10.    | Rintje Ritsma      | —     | —     | —      | 11     | —      | 17     | 1        | —  | 29     |
| 11.    | Kjeld Nuis         | —     | —     | 16     | 9      | —      | —      | —        | —  | 25     |
| 11.    | Erben Wennemars    | —     | 3     | 15     | 7      | —      | —      | —        | —  | 25     |
| 13.    | Johann Olav Koss   | —     | —     | —      | 8      | —      | 12     | 3        | —  | 23     |
| 14.    | Manabu Horii       | —     | 15    | 7      | —      | —      | —      | —        | —  | 22     |
| 14.    | Gianni Romme       | —     | —     | —      | —      | —      | 17     | 5        | —  | 22     |

| Pořadí | Jméno                             | 100 m | 500 m | 1000 m | 1500 m | 3000 m | 5000 m | HS | Celkem |
| ------ | --------------------------------- | ----- | ----- | ------ | ------ | ------ | ------ | -- | ------ |
| 1.     | / Gunda Niemannová-Stirnemannová  | —     | —     | 2      | 39     | 42     | 15     | —  | 98     |
| 2.     | Bonnie Blairová                   | —     | 39    | 27     | 3      | —      | —      | —  | 69     |
| 3.     | Jenny Wolfová                     | 12    | 49    | —      | —      | —      | —      | —  | 61     |
| 4.     | Anni Friesingerová-Postmaová      | —     | —     | 19     | 26     | 10     | 1      | —  | 56     |
| 5.     | Martina Sáblíková                 | —     | —     | —      | 1      | 35     | 13     | 2  | 51     |
| 6.     | I Sang-hwa                        | 1     | 36    | —      | —      | —      | —      | —  | 37     |
| 7.     | / Monique Garbrechtová-Enfeldtová | —     | 17    | 19     | —      | —      | —      | —  | 36     |
| 7.     | Ireen Wüstová                     | —     | —     | 4      | 26     | 6      | —      | —  | 36     |
| 9.     | Catriona LeMayová-Doanová         | 1     | 27    | 6      | —      | —      | —      | —  | 34     |
| 9.     | Heather Bergsmaová                | —     | 6     | 21     | 7      | —      | —      | —  | 34     |
| 11.    | Nao Kodairaová                    | —     | 27    | 5      | —      | —      | —      | —  | 32     |
| 11.    | Christine Nesbittová              | —     | —     | 19     | 13     | —      | —      | —  | 32     |
| 13.    | Claudia Pechsteinová              | —     | —     | —      | 6      | 14     | 7      | 3  | 30     |
| 14.    | Brittany Boweová                  | —     | 2     | 18     | 8      | —      | —      | —  | 28     |
| 15.    | Karin Enkeová                     | —     | 2     | 9      | 7      | 3      | —      | —  | 21     |